# دلینگر ۷۸۳۹۲
سیارک ۷۸۳۹۲ (به انگلیسی: 78392 Dellinger، نامگذاری:2002PM165) هفتاد و هشت هزار و سیصد و نود و دومین سیارک کشف شده‌است که در ۹ اوت ۲۰۰۲ کشف شد.